# انتخابات مجلس خبرگان قانون اساسی
انتخابات مجلس خبرگان بررسی نهایی قانون اساسی در ۱۲ مرداد ۱۳۵۸ در سراسر ایران برگزار شد.
این مجلس در واقع مجلس مؤسسانی بود و نمایندگان مجلس خبرگان مأمور بودند تا پیش‌نویس قانون اساسی جمهوری اسلامی ایران را مورد بررسی نهایی قرار دهند.

## پیشینه
روند تغییر نظام در جمهوری اسلامی ایران در سه مرحله انجام شد:
1. نخست تعیین نوع نظام در همه‌پرسی نظام جمهوری اسلامی ایران که به تصویب ۹۹٪ رأی‌دهندگان رسید.
2. سپس انتخابات خبرگان قانون‌اساسی به عنوان مجلس مؤسسان برای پیش‌نویس قانون اساسی.
3. سپس همه‌پرسی قانون‌اساسی تصویب‌شده در مجلس خبرگان در آذرماه.

تدوین قانون‌اساسی در دنیا روندی مشخص دارد. قوانین اساسی کشورها یا برآمده از اصلاحات بر اساس نیازهای روز از سوی طبقه حاکمه بوده‌اند یا به علت انقلاب‌هایی هستند که در نتیجه نهضت‌های مختلف روی داده‌است.
در ایران روند ایجاد قانون‌اساسی پیشین با فرمان مشروطیت از سوی مظفرالدین شاه و با توجه به نیاز به اصلاحات در کشور آغاز شد و بعد، با توجه به نیازهای کشور، متمم قانون اساسی نوشته و تصویب شد. انقلاب مشروطه و تلاش برای حفظ این دست‌آوردها مهر تأییدی بر نیاز کشور به تغییرات بنیادین از حکومتی استبدادی و مطلقه به سمت نظامی دموکراتیک بود.
امروزه در کشورهای مختلف راهکارهایی چند برای تغییرات در قانون اساسی وجود دارد:
1. با رأی مستقیم قوهٔ مقننه با حد نصاب تعیین‌شده (مانند دو سوم) در چارچوب قانون اساسی
2. تصویب پیشنهاد در مجلس یا دولت و همه‌پرسی
3. تصویب پیشنهاد در مجلس مؤسسان منتخب مردم و همه‌پرسی

بعد از پیروزی انقلاب در سال ۵۷ به پیشنهاد شورای انقلاب و تأیید سید روح‌الله خمینی رهبر انقلاب همه‌پرسی نظام جمهوری اسلامی در ایران برگزار شد.

### تعیین نظام جمهوری اسلامی
این همه‌پرسی که به علت نوع برگزاری آن و ارائه تنها یک گزینه یعنی جمهوری اسلامی که محتوای نامعین داشت مورد انتقاد قرار گرفت به ایدئولوژی ولایت فقیه وابسته است. این انتقاد در حالی است که در برگ رأی همه‌پرسی تصریح شده‌بود که «قانون اساسی آن (جمهوری اسلامی) از تصویب ملت خواهد گذشت».
لایحه انتخابات مجلس خبرگان قانون اساسی، در هفتم تیرماه ۱۳۵۸ به تصویب دولت موقت و شورای انقلاب رسید و جهت اجرا به وزارت کشور ابلاغ شد.

### مجلس مؤسسان
سید روح‌الله خمینی رهبر انقلاب اسلامی هدف از شورای انقلاب را درست کردن حکومتی موقت و تأسیس مجلس مؤسسان خواند. سپس نیز بارها سخن از راه‌اندازی «مجلس مؤسسان» گفت.
پس از گفتگوهایی دربارهٔ پیش‌نویس و زمزمهٔ حزب‌ها از جمله ملی گرایان و مارکسیستان دربارهٔ جدایی دین از سیاست و لیبرالی و تشکیل نظام‌ها جمهوری خلق و جمهوری دموکراتیک و نظر سید روح‌الله خمینی به این که پیش‌نویس را نزد مرجعان قم بفرستند، در جلسهٔ شورای انقلاب نزد او در یکم خرداد بحث شد که پیش‌نویس را کامل کرده به رای گذارند یا مجلس مؤسسان درست کنند.
شورای انقلاب از پیش سه نظر اصلی داشت:
1. تصویب قانون‌اساسی در مجلس مؤسسان (مهدوی کنی، یدالله سحابی، مهدی بازرگان، ابوالحسن بنی‌صدر، داریوش فروهر)
2. به همه‌پرسی گذاشتن قانون اساسی (سید علی خامنه‌ای، اکبر هاشمی رفسنجانی، عزت‌الله سحابی، صادق قطب‌زاده)
3. در مجمعی که بیشترشان نمایندگان اندیشهٔ مردم باشند قانون بررسی شده همه‌پرسی شود. (سید محمد بهشتی، عبدالکریم موسوی اردبیلی، سید محمود طالقانی)[۱۱]

در آن جلسه گروهی می‌گفتند با توجه به وعدهٔ تشکیل مجلس مؤسسان و روند رایج دنیا و برای جلوگیری از تحریک نشدن مخالفان باید مجلس باشد و دیگران می‌گفتند مخالفان تازه بیشتر اعتراض خواهند کرد و فعلاً نیاز کشور به قانون‌اساسی زود است و این کار تقلید از رضاخان و غرب است.
البته نظرهایی دیگر در این باره مطرح شد:
- قانون اساسی مشروطه خوب است و اصل‌های پادشاهی را بردارند (از جمله سید کاظم شریعتمداری[۱۲][۱۳])

سید روح‌الله خمینی قانون مشروطه را مال نظام شاهنشاهی و نامشروع و غیرقانونی دانست. سپس نیز بارها سخن از راه‌اندازی «مجلس مؤسسان» گفت.
- حقوق‌دانان و روحانیان قانون‌اساسیشان را به رای مردم گذاشته هرکدام رای آورد پذیرفته شود.
- هم‌زمان با همه‌پرسی نظام جمهوری اسلامی قانون‌اساسی نیز همه‌پرسی شود (شورای انقلاب رد کرد)
- گماشتن سید روح‌الله خمینی مجلس را

سرانجام قرار شد که شورای انقلاب [به‌عنوان بخش اول مجلس مؤسسان] پیش‌نویس را تدوین کرده خبرگان بررسی نهایی انتخابی مردم او را ویرایش و بررسی کنند سپس همه‌پرسی شود.

### مجلس خبرگان
این گونه شد مجلس مؤسسان و خبرگان در عنوان از هم جدا شد و مجلس مؤسسان تشکیل نشد و به همان شورای انقلاب محدود شد و قرار شد مجلس خبرگان تشکیل شود. البته این دعوا تقریباً بر سر نام بود نه چیستی.

#### مخالفت‌ها و حمایت‌ها
هنگامی که قرار شد جای مجلس مؤسسان چندصد نفری مجلس خبرگانی چندده نفری باشد، اعتراض‌ها شدید شد. چون قرار بود هر استان حدوداً یک یا دو نماینده داشته‌باشد با توجه به محبوبیت فراگیر سید روح‌الله خمینی و نمایندگانش و نیز نفوذ مرجعان تقلید، تقریباً معلوم بود که نامزد موردحمایت ایشان است در هر استان منتخب مردم خواهد بود.
درگیری‌هایی در بخش‌هایی از کشور و پایتخت شکل گرفت. برخی از مرجعان از تصمیم پیششان برگشتند و از نظر سید روح‌الله خمینی حمایت کردند. به‌ویژه گروه‌های چپ و مارکسیستی سخت با این قضیه مخالفت می‌کردند. حزب‌های دیگر نیز اعتراض کردند.
سید روح‌الله خمینی در سخنرانی‌ای دربارهٔ تعداد کم نمایندگان گفت که نگویید مجلس مؤسسان کوچک نمی‌خواهیم و مجلس مؤسسان پانصد-ششصد نفری می‌خواهیم. مگر مجلس مؤسسان چیست؟ باید حتماً ششصد-هفتصد تا باشند تا نوبت به شما هم برسد؟ اگر تمام ملت پنجاه نفر را تعیین کردند مجلس مؤسسان نمی‌شود؟ تازه ما پس از رسیدن قانون به نظر روحانیان و عالمان و نمایندگان مردم در نظر افکار عمومی می‌گذاریم و خود ملت میزان است. وی دربارهٔ نام مجلس نیز گفت: ما برای این که نِق‌ها کم شود مجلسی درست کرده‌ایم. اگر شما دلتان می‌خواهد غربی باشید اسمش را بگذارید مجلس مؤسسان.
اعضای دولت موقت نیز بدان «مجلس مؤسسان» می‌گفتند. داریوش فروهر گفت: این مجلس همان مؤسسان است و نباید چیز دیگری گفت زیرا می‌تواند هر تغییری درش بدهد. کریم سنجابی رهبر جبههٔ ملی نیز گفت که اگر مجلس برگزیدهٔ مردم باشد و حق تصویب قانون بدارد همان مجلس مؤسسان است. امیرانتظام، سخنگوی دولت موقت تعداد مشخص را لازم ندانست. مهدی بازرگان نخست‌وزیر نیز بعدها بدان مجلس مؤسسان می‌گفت. بنی‌صدر و بهشتی و صادق طباطبایی سخنگوی جدید دولت موقت نیز گفتند این همان است و حمایت کردند. احمد مفتی‌زاده رهبر اهل‌سنت استان کردستان نیز مجلس مؤسسان معهود را مردم‌سالاری مردم‌فریب خواند و از مجلس خبرگان دفاع کرد.
سید کاظم شریعتمداری نیز گفت: اگر ۷۵ نفر خبره و داری صلاحیت باشند و مواد قانون را بررسی و تصویب کنند اگر همه‌پرسی هم نشود مانعی ندارد.

#### شمار نمایندگان
اعضای شورا با یک نماینده به ازای یک‌میلیون موافق بودند که می‌شود سی‌واندی نماینده. یکی از اعضا گفت با این حساب هر استان یک نماینده خواهد داشت و همه روحانی می‌شوند و بهتر است برای تنوع بیشتر برای هر نیم‌میلیون یک نماینده بذاریم که تصویب شد.
این مجلس به پیشنهاد محمود طالقانی مجلسی با ۷۳ نفر تحت عنوان مجلس خبرگان و همه‌پرسی تأیید قانون اساسی برگزار شد. البته در اعلان اولیه برای برگزاری مجلس مؤسسان با حدود ۳۰۰ نفر عضو پیشنهاد شده‌بود.

## حزب‌ها و ائتلاف‌ها
گروه‌های ملی‌گرا و لیبرال، چپگرا و مذهبی در انتخابات شرکت کردند و فهرست دادند.
ائتلاف‌های حاضر در انتخابات عبارت بودند از: «به فرمان امام» (مردم‌سالاری اسلامی)، نهضت آزادی و جبههٔ ملی و حزب ملت ایران، ائتلاف گروه‌های پنجگانه (چپ‌گرایان) و حزب توده

### مشارکت

#### اسلامگرایان

##### گروه‌های مذهبی
گروه‌های مذهبی با هم اختلاف زیادی داشتند، ولی فرجام به توصیهٔ سید روح‌الله خمینی تصمیم گرفتند متحد شوند.
نخست حزب جمهوری اسلامی فهرست ارائه کرد و در پی او جامعه روحانیت قم نیز فهرست خود را ارائه کرد.
حتی عالمان نیز سنتی و روشن‌فکر داشتند؛ مثلاً محمدحسین حسینی طهرانی (علامه طهرانی) که از روحانیان سنتی بود در پی سفارش سید روح‌الله خمینی از ارائهٔ فهرست منصرف شد و حتی نامزد هم نشد. آیت‌الله آشتیانی نیز که از روحانیان سنتی تهران بود نیز به توصیهٔ سید روح‌الله خمینی این کار را نکرد.
این که عالمان و مرجعان و روحانیان سرشناس نامزد شدند یا از گروه‌هایی حمایت کردند، اعتراض گروهی را برانگیخت. طبق ساختار اسلامی در ایران مردم برای عالمان سرشناس ارزشی ویژه قایل بودند و با توجه به این که تعداد مجلس ۷۳ نفر بود، بختی برای قشرهای لیبرال و ملی‌گرا نمی‌ماند.
برخی گفتند که این کار عالمان جنبهٔ فتوایی و وجوبی دارد. البته محمد بهشتی نایب‌رئیس خبرگان گفت که این کار عالمان صرفاً جنبهٔ ارشادی دارد و فتوایی نیست.
پس از توصیهٔ سید روح‌الله خمینی ۱۰ گروه جامعه روحانیت مبارز، جامعه مدرسین، حزب جمهوری اسلامی، سازمان مجاهدین، سپاه پاسداران، انجمن اسلامی معلمان ایران، سازمان فجر اسلام، گروه انقلابی ابوذر، اتحادیه انجمن‌های اسلامی شهرری، جنبش مسلمانان پیشگام با هم ائتلاف کردند.
این گروه بالای برگه‌های خود به فرمان امام را می‌نوشتند که جوری نام ائتلافشان شده‌بود که اعتراض برخی گروه‌ها را برانگیخت.
سید علی خامنه‌ای و اکبر هاشمی رفسنجانی و محمدرضا مهدوی کنی که می‌خواستند از این ائتلاف نامزد شوند، چون معاون وزارت‌خانه شده‌بودند نتوانستند. البته بنی‌صدر از سمتش استعفا کرد تا نامزد شود.
این گروه ائتلافی برای سراسر کشور فهرست مشترک ارائه کردند.

##### حزب خلق مسلمان
شاید حزب خلق مسلمان به رهبری معنوی سید کاظم شریعتمداری نخستین حزبی بود که فهرست داد. ۲۶ تیر این حزب در استان آذربایجان شرقی (ستاد حزب) فهرست شش‌نفره‌ای را ارائه کرد:
محمد انگجی، جعفر اشراقی، جعفر سبحانی، احمد علی‌زادهٔ خویی، رحمت‌الله مقدم مراغه‌ای، ابوالفتح ابوالفتحی
البته ۱۰ مرداد این حزب به دلیل‌هایی درخواست کرد که انتخابات پس افتد وگرنه شرکت نخواهد کرد. البته با موافقت نکردن وزارت کشور این حزب انتخابات را تحریم کرد. البته برخلاف تصمیم شورای مرکزی در آذربایجان در انتخابات شرکت کردند و به موفقیت نسبی رسیدند.

#### چپ‌گرایان

##### ائتلاف گروه‌های پنج‌گانه
گروه‌های چپ‌گرا و مارکسیست با هم ائتلاف کردند و با محوریت کاظم سامی «ائتلاف گروه‌های پنج‌گانه» را تشکیل دادند.
این ائتلاف شامل این پنج دسته بود:
1. سازمان مجاهدین خلق
2. سازمان اسلامی شورا (به‌اختصار: ساش) (حبیب‌الله آشوری)
3. جنبش انقلابی مردم مسلمان ایران (به‌اختصار:جاما) (کاظم سامی)
4. جنبش مسلمانان مبارز (حبیب‌الله پیمان)
5. جنبش (علی‌اصغر حاج‌سیدجوادی)

از جمله افراد شاخص این ائتلاف: مسعود رجوی، حبیب‌الله پیمان، کاظم سامی، مهدی ابریشم‌چی، ناصر کاتوزیان، عبدالکریم لاهیجی، علی‌اصغر حاج‌سیدجوادی، زهرا رهنورد، محمد ملکی، طاهر احمدزاده

##### حزب توده
حزب توده نیز اعلام کرد که در این انتخابات شرکت می‌کند. از جمله نامزدان مورد حمایت این حزب بنی‌صدر و رجوی بودند.

#### ملی‌گرایان و لیبرالان

##### نهضت آزادی
پشت سر حزب خلق نهضت آزادی نیز فهرستی از نامزدان خود ارائه کرد.

##### حزب ملت ایران
داریوش فروهر نیز در مصاحبه‌ای مطبوعاتی نامزدان حزب ملت ایران را اعلام کرد. این حزب نیز در انتخابات شرکت کرد.

### تحریم
برخی جریان‌های چپ‌گرا و جبهه دموکراتیک ملی انتخابات را تحریم کردند.
چریک‌های فدایی خلق اعلام کردند که برای افشاگری بر ضد رژیم و مجلس فرمایشی شرکت خواهند کرد.
حزب پان‌ایرانیست نیز انتخابات را تحریم کرد.
در پی اعلام حزب خلق مسلمان، ۱۷ گروه دیگر انتخابات را تحریم کرد. جبهه دمکراتیک ملی، جمعیت آزادی، حزب کمونیست کارگران و دهقان، جمعیت اتحاد برای آزادی، حزب آزادی‌خواهان، حزب راه آینده، آزادگان ایران، راه نو، جمهوری فدراتیو خلق‌های ایران، ایران امروز، احزاب وابسته به جبهه ملی و گروه آزادگان اعلام کردند که در انتخابات شرکت نخواهند کرد.

## انتخابات
طبق قانون انتخابات مجلس خبرگان رهبری قرار شد انتخابات در یک روز برگزار شود. برای هر نیم‌میلیون یک نماینده اختصاص دادند (براساس استان).
وزارت کشور مسئول برگزاری و نظارت بایست باشد.

### شرایط نامزدی و رای دادن
هیچ محدودیتی برای رای دادن و نامزد شدن نبود. چون هنوز قانون‌اساسی‌ای نبود همه می‌توانستند در انتخابات شرکت کنند. البته چون همه‌پرسی نظام برگزار شده‌بود می‌بایست نامزدان پایبند و وفادار به نظام باشند.
شرایط رای‌دهندگان:
- تابعیت ایران
- سن ۱۶ سال به بالا
- محروم نبودن از تمام یا برخی از حقوق اجتماعی

#### نامزدان
- تابعیت ایران
- قبول نظام جمهوری اسلامی و وفاداری بدان
- سن ۳۰ سال به بالا
- سرشناسی در حوزهٔ انتخاباتی
- آگاه از خصوصیات اجتماعی و سیاسی و اقتصادی و جغرافیایی منطقه
- محروم نبودن از تمام یا برخی از حقوق اجتماعی

این افراد حق نامزدی نداشتند:
- محجوران
- از نظام پیش (۱۵ خرداد ۱۳۴۲–۲۲ بهمن ۱۳۵۷): نخست‌وزیران و وزیران، استانداران و معاونانشان، نمایندگان مجلس، سفیران، وابستگان
- ناظران انتخابات
- مسئولان حکومتی و کارمندان دولتی[۳۵] (ایشان باید برای نامزدی از منصبشان کناره‌گیری می‌کردند)

## نتیجه
در این انتخابات ائتلاف مذهبیان به پیروزی‌ای چشمگیر دست یافت.
در استان تهران که بیشترین نامزد (۱۰ تن) و بیشترین احتمال راه یافتن نامزدان دیگر گروه‌ها را داشت، همهٔ نامزدان ائتلاف مذهبییان به مجلس راه یافتند. (البته برخی از این نامزدان مانند سید محمود طالقانی رای‌اول تهران با ۲٬۰۱۶٬۸۵۱ رای در چند فهرست دیگر نیز بودند). از این فهرست حتی علی‌محمد عرب که کارگری ناشناخته بود نیز از این ائتلاف با ۱٬۳۰۵٬۱۳۶ رای نفر دهم شد.
از ائتلاف گروه‌های پنجگانه یک نفر هم به مجلس نرسید. علی‌اصغر حاج‌سیدجوادی با اختلاف شدید با نفر دهم با ۲۹۸٬۳۶۰ رای یازدهم و مسعود رجوی با ۲۹۷٬۷۰۷ رای دوازدهم شد.
احسان طبری چهرهٔ شاخص حزب توده با ۴۷٬۲۲۵ رای بیست‌ونهم شد.
البته ۹ نامزد نهضت آزادی مشترک بودند که رای آوردند.
در استان‌های دیگر نیز مذهبیان رای آوردند و تقریباً جایی برای دیگران نماند.

### روحانیان
۵۸ نفر از ۷۲ نماینده دارای تحصیلات حوزوی بودند.
سطح سواد ایشان چنین بود:
- مقدمات: ۲ نفر
- سطح: ۳ نفر
- خارج: ۱۲ نفر
- اجتهاد: ۴۱ نفر

### اعتراض‌ها
این نتیجه اعتراض خیلی‌ها را برانگیخت. احزاب چپ و ملی‌گرا و دین‌جدایی‌گرا و لیبرال که شکستی سنگین در انتخابات خورده‌بودند و می‌دیدند که قانون‌اساسی عملاً به دست روحانیان تدوین خواهد شد و از اینی که هست نیز اسلامی‌تر خواهد شد.
البته یکی از جلوه‌گاه‌های این اعتراض، تحریم همه‌پرسی قانون‌اساسی توسط برخی از گروه‌های معترض بود. البته با این که مشارکت در انتخابات خبرگان نیم بود، ولی در همه‌پرسی سه‌چهارم مردم شرکت کردند.
در پی شکست‌ها به نتایج انتخابات اعتراض‌هایی شد.

#### چپ‌گرایان
ائتلاف گروه‌های پنجگانه اعتراض شدیدی کرد و نامه‌ای سرگشاده به سید روح‌الله خمینی و نامه‌ای دیگر به رهبران حزب جمهوری اسلامی نوشت.
ناصر کاتوزیان نامزد همین گروه که در تدوین پیش‌نویس نقش داشت و رای نیاورد در اعتراض به انتخابات گفت: «مبنای گزینش مردم حکم دل است نه داوری عقل. مردم به معتمدان رهبر انقلاب رای دادند، نه یک حزب. نمی‌شود در ظرف چند ماه مردم به یک حزب این‌قدر معتقد شوند، ولی چرا به گونه‌ای تبلیغ شد که مردم تصور کنند معتمدان رهبر انقلاب همین گروه‌اند؟»
نشریهٔ مجاهد در چندین شماره اعتراض کرد و حتی شبههٔ دخالت نظامیان و شبه نظامیان و سوءاستفاده از جاذبهٔ مردمی سید روح‌الله خمینی به نفع گروهی خاص را مطرح کرد.

#### ملی‌گرایان
گروه‌های ملی‌گرا نیز ساکت ننشستند.
حزب ملت ایران در اطلاعیه‌ای نحوهٔ تبلیغ اعضای حزب جمهوری اسلامی در ایام قبل از روز انتخابات، ارائه نام نامزدهای این حزب به مردم در روز انتخابات با عنوان فهرست مورد تأیید امام از سوی پاسداران مسلح، بازخواست کسانی که به افرادی غیر از اسامی ذکرشده در این لیست‌ها رای می‌دادند، حضور پاسداران مسلح درون حوزه‌های رای‌گیری، پر کردن دلخواه اوراق رای بی‌سوادان و عدم توجه به اعتراض این گروه بی‌سواد، شرکت برخی افراد پایین‌تر از ۱۶ سال در انتخابات شهرستان‌ها، حضور مبلغان مجهز به بلندگو در بعضی حوزه‌ها برای تبلیغ نامزدان حزب جمهوری اسلامی، بازرسی برگه‌های رای را موردهای نقض سلامت انتخابات ذکر کرده‌بود.
جبهه دموکراتیک ملی ایران نیز که انتخابات را تحریم کرده‌بود با عنوان کردن موردهایی مدعی شد: دولت موقت انقلاب با خوشوقتی از پایان آزادترین انتخابات تاریخ ایران خبر می‌دهد و به این ترتیب توطئهٔ بزرگی علیه انقلاب ایران شکل می‌گیرد، توطئه برای قربانی کردن انقلاب ایران در پیشگاه انحصارجویان و ارتجاع‌طلبان، دولت موقت انقلاب در این انتخابات نیز همچنان سیاست پنهان‌کاری را دنبال کرد و هنوز تعداد کل رای‌دهندگان حوزه‌های مختلف اعلام نشده‌است و به این ترتیب هنوز به درستی معلوم نیست که چند نفر در انتخابات شرکت کرده‌اند. در برخی از استانها، تعداد آرای قرائت‌شده از تعداد کل دارندگان حق رای تجاوز می‌کند و در استانهای دیگر تعداد ممتنعان از پنجاه درصد می‌گذرد. این تشکل در پایان بیانیه اش با ادعای انجام تخلف و تقلب در جریان رای‌گیری گفته بود: در جریان شمارش و قرائت آرا نیز خلاف‌کاری و تقلب ناچیز نبود، آنچه همه دارند این انتخابات به تنهایی داشت!
اتحاد بزرگ ملی نیز ادعا کرد که گاهی جلو تبلیغشان را گرفته‌اند و تبلیغ‌نامه‌هایشان را پاره کرده‌اند.

### نمایندگان
| سرشناسی              | نام و نام‌خانوادگی            | استان (حوزه)               | ائتلاف مذهبیان           | فهرست‌های دیگر                   | رای       | ٪     |
| -------------------- | ---------------------------- | -------------------------- | ------------------------ | ------------------------------- | --------- | ----- |
| آیت                  | سید حسن آیت                  | اصفهان                     | ائتلاف                   | ملت ایران                       | ۴۷۹۸۱۸    | ۵۰٫۷٪ |
| افروغ                | جعفر اشراقی                  | آذربایجان شرقی             | -                        | خلق مسلمان                      | ۵۶۰٬۷۹۳   | ۶۲٫۳٪ |
| اکرمی                | سید کاظم اکرمی               | همدان                      | ائتلاف                   | نهضت آزادی                      | ۲۸۲٬۰۲۱   | ۷۸٫۲٪ |
| انگجی                | میرزا محمدعلی انگجی          | آذربایجان شرقی             | -                        | خلق مسلمان                      | ۵۸۰٬۸۵۴   | ۶۴٫۵٪ |
| انواری               | محی الدین انواری             | هرمزگان                    | جمهوری اسلامی            | -                               | ۷۲٬۰۵۴    | ۶۴٫۷٪ |
| باریک‌بین             | هادی باریک‌بین                | زنجان                      | ائتلاف                   | -                               | ۲۰۶٬۱۱۷   | ۵۴٫۶٪ |
| باهنر                | محمدجواد باهنر               | کرمان                      | ائتلاف                   | -                               | ۲۰۵٬۷۶۵   | ۸۰٫۲٪ |
| بشارت                | محمدتقی بشارت                | کهگیلویه و بویراحمد        | عضو جمهوری اسلامی        | -                               | ۳۲٬۸۶۹    | ۶۵٫۴٪ |
| بنی‌صدر               | ابوالحسن بنی‌صدر              | تهران                      | ائتلاف                   | توده                            | ۱٬۷۵۲٬۸۱۶ | ۶۹٫۴٪ |
| بهشتی                | سید محمد حسینی بهشتی         | تهران                      | ائتلاف                   | -                               | ۱٬۵۳۸٬۹۳۱ | ۶۰٫۹٪ |
| بیت‌اوشانا            | سرگن بیت‌اوشانا کوگ‌تپه        | اقلیت (آشوریان و کلدانیان) | -                        | -                               | ۵٬۱۵۹     | ۹۹٫۹٪ |
| پرورش                | سید اکبر پرورش               | اصفهان                     | ائتلاف                   | -                               | ۷۱۰٬۷۲۶   | ۷۵٫۱٪ |
| تهرانی               | علی‌مراد خانی‌ارنگه            | خراسان                     | جمهوری اسلامی روحانیت قم | نهضت آزادی                      | ۵۹۹٬۶۳۹   | ۵۶٫۴٪ |
| جوادی آملی           | عبدالله واعظ جواهری          | مازندران                   | ائتلاف                   | -                               | ۴۵۰٬۱۷۳   | ۶۰٫۱٪ |
| حاجی ترخانی          | جواد تهرانی                  | خراسان                     | ائتلاف                   | -                               | ۹۴۷٬۶۱۴   | ۸۹٫۲٪ |
| حائری یزدی           | مرتضی حائری یزدی             | مرکزی                      | ائتلاف                   | -                               | ۳۹۰٬۸۷۴   | ۹۲٫۷٪ |
| حجتی کرمانی          | محمدجواد حجتی کرمانی         | استان کرمان                | ائتلاف                   | -                               | ۲۱۱٬۵۸۹   | ۸۲٬۴٪ |
| حسینی‌الهاشمی         | سید منیرالدین حسینی‌الهاشمی   | فارس                       | جمهوری اسلامی روحانیت قم | -                               | ۲۹۴٬۷۱۱   | ۴۷٫۹٪ |
| حیدری                | عبدالرحمان حیدری             | ایلام                      | ائتلاف                   | -                               | ۴۰٬۹۶۱    | ۷۸٫۹٪ |
| خادمی                | سید حسین خادمی               | اصفهان                     | ائتلاف                   | -                               | ۵۸۵٬۳۰۲   | ۶۱٫۹٪ |
| خالاتیان             | هرای خالاتیان                | اقلیت (ارمنیان)            |                          |                                 | ۸٬۲۸۸     | ۵۷٫۸٪ |
| خامنه‌ای              | سید محمد حسینی خامنه‌ای       | خراسان                     | ائتلاف                   | -                               | ۶۴۰٬۹۵۸   | ۶۰٫۳٪ |
| خزعلی                | ابوالقاسم خزعلی              | سمنان                      | ائتلاف                   | -                               | ۱۰۷٬۳۱۱   | ۹۸٫۷٪ |
| دانش‌راد              | عزیز کیائی                   | اقلیت (کلیمیان)            |                          |                                 | ۸٬۹۲۷     | ۹۹٫۴٪ |
| دستغیب               | سید عبدالحسین دستغیب         | فارس                       | ائتلاف                   | -                               | ۵۴۵٬۳۴۹   | ۸۸٬۶٪ |
| ربانی املشی          | محمدمهدی ربانی رانکوهی       | گیلان                      | ائتلاف                   | نهضت آزادی                      | ۲۱۶٬۵۲۵   | ۶۲٫۵٪ |
| ربانی                | عبدالرحیم شیرازی             | فارس                       | ائتلاف                   | -                               | ۴۰۳٬۵۰۸   | ۶۵٫۵٪ |
| رحمانی               | حسینعلی رحمانی               | کردستان                    | (؟)                      | (؟)                             | ۳۲٬۳۸۴    | ۳۹٫۰٪ |
| رشیدیان              | محمد رشیدیان                 | خوزستان                    | ائتلاف (؟)               | -                               | ۲۷۳٬۴۸۹   | ۱۵٫۶٪ |
| روحانی               | محمد روحانی                  | خراسان                     | ائتلاف                   | -                               | ۹۴۹٬۹۲۳   | ۸۹٫۴٪ |
| سبحانی               | جعفر اقبال سبحانی            | آذربایجان شرقی             | ائتلاف                   | خلق مسلمان                      | ۷۸٬۹۸۶    | ۸۷٫۵٪ |
| سحابی                | عزت‌الله سحابی                | تهران                      | ائتلاف                   | نهضت آزادی گروه‌های پنجگانه      | ۱٬۴۴۲٬۲۱۷ | ۵۷٫۱٪ |
| شهرزادی              | رستم شهرزادی                 | اقلیت (زرتشتیان)           |                          |                                 | ۱٬۹۸۳     | ۵۷٫۰٪ |
| شیبانی               | عباس شیبانی                  | تهران                      | ائتلاف                   | -                               | ۱٬۳۸۰٫۷۰۴ | ۵۴٫۶٪ |
| صافی گلپایگانی       | لطف‌الله صافی                 | مرکزی                      | ائتلاف                   | -                               | ۲۵۶٬۱۱۵   | ۶۰٫۷٪ |
| صدوقی                | محمد صدوقی                   | یزد                        | ائتلاف                   | نهضت آزادی                      | ۱۴۳٬۶۰۷   | ۹۸٫۹٪ |
| ضیایی‌نیا             | سید عبدالله ضیائی‌نیا         | گیلان                      | روحانیت قم               | -                               | ۲۰۷٬۶۲۸   | ۵۹٫۹٪ |
| طالقانی              | سید محمود علائی              | تهران                      | ائتلاف                   | نهضت آزادی گروه‌های پنجگانه توده | ۲٬۰۰۴٬۵۵۱ | ۷۹٫۳٪ |
| طاهری اصفهانی        | جلال حسین‌آبادی               | اصفهان                     | ائتلاف                   | -                               | ۷۸۷٬۶۸۷   | ۸۳٬۳٪ |
| طاهری خرم‌آبادی       | سید حسن طاهری خرم‌آبادی       | لرستان                     | ائتلاف                   | -                               | ۲۳۸٬۲۰۵   | ۹۴٫۳٪ |
| طاهری                | حبیب‌الله طاهری               | مازندران                   | جمهوری اسلامی            | -                               | ۳۴۱٬۰۸۹   | ۴۵٫۵٪ |
| طباطبائی سلطانی      | سید محمدباقر طباطبائی سلطانی | لرستان                     | ائتلاف                   | -                               | ۲۳۳٬۹۲۰   | ۹۲٫۷٪ |
| عرب                  | علی‌محمد عرب                  | تهران                      | ائتلاف                   | -                               | ۱٬۲۹۸٬۷۰۳ | ۵۱٫۴٪ |
| عضدی                 | حسن عضدی                     | گیلان                      | ائتلاف                   | -                               | ۱۵۹٬۳۹۷   | ۴۶٪   |
| فاتحی                | جواد فاتحی                   | کردستان                    | (؟)                      | (؟)                             | ۲۴٬۳۹۱    | ۲۹٫۳٪ |
| فارسی                | جلال‌الدین فارسی              | خراسان                     | ائتلاف                   | -                               | ۶۶۰٬۰۰۱   | ۶۲٬۱٪ |
| فلسفی                | میرزا علی فلسفی تنکابنی      | خراسان                     | جمهوری اسلامی            | -                               | ۹۰۶٬۸۸۸   | ۸۵٫۳٪ |
| فوزی                 | محمد فوزی                    | آذربایجان غربی             | (؟)                      | (؟)                             | ۱۱۷٬۶۶۹   | ۳۶٫۱٪ |
| قائمی امیری          | علی قائمی امیری              | مازندران                   | (؟)                      | (؟)                             | ۲۳۴٬۵۰۷   | ۳۱٫۳٪ |
| قاسملو               | عبدالرحمان وثوق              | آذربایجان غربی             | -                        | دمکرات کردستان                  | ۱۱۳٬۷۷۳   | ۳۴٫۹٪ |
| قریشی                | علی‌اکبر قرشی                 | آذربایجان غربی             | ائتلاف                   | -                               | ۱۵۲٬۴۲۸   | ۴۶٫۸٪ |
| کرمی                 | محمد کرمی                    | خوزستان                    | ائتلاف                   | -                               | ۳۹۷٬۹۵۵   | ۲۲٫۷٪ |
| کریمی دیوکلاهی       | سید جعفر کریمی دیوکلاهی      | مازندران                   | ائتلاف                   | -                               | ۳۵۲٬۵۳۶   | ۴۷٫۱٪ |
| کیاوش                | سید محمد کیاوش               | خوزستان                    | ائتلاف                   | نهضت آزادی                      | ۴۱۱٬۶۴۷   | ۲۳٫۵٪ |
| گرجی                 | منیره گرجی فرد               | تهران                      | ائتلاف                   | -                               | ۱٬۳۰۶٬۵۶۲ | ۵۱٫۷٪ |
| مدنی                 | میر اسدالله مدنی دهخوارقانی  | همدان                      | ائتلاف                   | -                               | ۳۳۹٬۵۷۰   | ۹۴٫۲٪ |
| مشکینی               | علی‌اکبر فیض‌آلنی              | آذربایجان شرقی             | ائتلاف                   | -                               | ۴۳۱٬۲۶۲   | ۴۷٫۹٪ |
| گلزادهٔ غفوری         | علی گلزاده غفوری             | تهران                      | ائتلاف                   | نهضت آزادی گروه‌های پنجگانه      | ۱٬۵۵۳٬۱۸۵ | ۶۱٫۵٪ |
| شیرازی               | ابوالحسن مقدسی شیرازی        | خراسان                     | ائتلاف                   | -                               | ۹۴۰٬۲۲۵   | ۸۸٫۵٪ |
| مقدم‌مراغه‌ای          | رحمت‌الله مقدم مراغه‌ای        | آذربایجان شرقی             | -                        | خلق مسلمان                      | ۴۵۸٬۷۳۳   | ۵۱٫۰٪ |
| مکارم شیرازی         | ناصر مکارم                   | فارس                       | ائتلاف                   | -                               | ۵۱۸٬۱۴۹   | ۸۴٫۲٪ |
| ملازاده              | عبدالعزیز ملازاده            | سیستان و بلوچستان          | ائتلاف                   | -                               | ۱۴۰٬۷۷۰   | ۷۳٫۲٪ |
| منتظری               | حسینعلی منتظری نجف‌آبادی      | تهران                      | ائتلاف                   | -                               | ۱٬۶۶۳٬۴۲۳ | ۶۵٫۸٪ |
| موسوی اردبیلی        | میر کریم موسوی کریمی         | تهران                      | ائتلاف                   | -                               | ۱٬۳۸۲٬۲۸۱ | ۵۴٫۷٪ |
| موسوی تبریزی         | میر ابوالفضل سیدریحانی       | آذربایجان شرقی             | ائتلاف                   | -                               | ۴۴۶٬۶۴۳   | ۴۹٫۶٪ |
| موسوی جزایری         | سید محمدعلی موسوی جزایری     | خوزستان                    | ائتلاف                   | -                               | ۳۱۳٬۱۱۸   | ۱۷٫۷٪ |
| موسوی زنجانی         | سید اسماعیل موسوی زنجانی     | زنجان                      | ائتلاف                   | نهضت آزادی                      | ۲۰۳٬۶۳۷   | ۵۴٫۰٪ |
| موسوی قهدریجانی      | سید موسی موسوی قهدریجانی     | باختران (کرمانشاهان)       | (؟)                      | (؟)                             | ۷۹٬۱۱۱    | ۳۴٫۷٪ |
| میرمرادزهی           | حمیدالله میرمرادزهی          | سیستان و بلوچستان          | (؟)                      | (؟)                             | ۱۳۳٬۱۲۳   | ۶۹٫۲٪ |
| نبوی                 | سید محمدحسن نبوی             | بوشهر                      | ائتلاف                   | -                               | ۷۴٬۳۸۹    | ۷۷٫۹٪ |
| نوربخش               | سید احمد نوربخش              | چهارمحال و بختیاری         | ائتلاف                   | نضهت آزادی گروه‌های پنجگانه      | ۲۴٬۷۵۳    | ۷۲٫۹٪ |
| هاشمی‌نژاد (سید حبیب) | سید عبدالکریم هاشمی‌نژاد      | مازندران                   | ائتلاف                   | -                               | ۵۳۵٬۸۲۶   | ۷۱٫۶٪ |
| یزدی                 | محمد یزدی                    | باختران (کرمانشاهان)       | ائتلاف                   | -                               | ۱۰۴٬۷۲۳   | ۴۶٫۰٪ |

### تخمین مشارکت
طبق اعلام‌های وزارت کشور در این انتخابات حدود ۲۱میلیون واجد شرایط بوده و ۱۰٬۷۸۴٬۹۳۲ نفر رای دادند، اگرچه جمع آراء تفکیک شده برابر با بیش از ۱۲میلیون نفر است.
| استان                | جمعیت اعلام‌شده | تخمین واجدان | رای اعلام‌شده            | تخمین مشارکت |
| -------------------- | -------------- | ------------ | ----------------------- | ------------ |
| تهران                | ۵۲۹۷۷۳۲        | ۳۲۹۴۲۵۳      | ۲۵۲۵۳۸۱                 | ۷۷٪          |
| خراسان               | ۳۲۶۶۶۵۰        | ۲۰۳۱۲۷۹      | ۱۰۶۲۰۴۴                 | ۵۲٪          |
| آذربایجان شرقی       | ۳۱۹۴۵۴۳        | ۱۹۸۶۴۴۱      | ۸۹۹۱۸۱                  | ۴۵٪          |
| مازندران             | ۲۳۸۴۲۲۶        | ۱۴۸۲۵۶۷      | ۷۴۸۱۲۲                  | ۵۰٪          |
| خوزستان              | ۲۱۷۶۶۱۲        | ۱۳۵۳۴۶۸      | ۱۷۵۰۶۶۳                 | ۱۳۰٪         |
| اصفهان               | ۲۱۷۸۶۷۸        | ۱۳۵۴۷۵۳      | ۹۴۵۲۸۵                  | ۷۰٪          |
| فارس                 | ۲۰۲۰۹۴۷        | ۱۲۵۶۶۷۲      | ۶۱۵۱۹۶                  | ۴۹٪          |
| گیلان                | ۱۴۰۴۸۷۵        | ۸۷۳۵۸۴       | ۳۴۶۱۱۴                  | ۴۰٪          |
| آذربایجان غربی       | ۱۵۷۷۸۰۰        | ۹۸۱۱۱۳       | ۳۲۵۱۵۶                  | ۳۳٪          |
| مرکزی                | ۱۰۸۶۵۹۲        | ۶۷۵۶۶۸       | ۴۲۱۲۴۸                  | ۶۲٪          |
| کرمان                | ۱۰۸۸۰۴۵        | ۶۷۶۵۷۸       | ۲۵۶۴۸۸                  | ۳۸٪          |
| کرمانشاهان (باختران) | ۱۰۱۶۱۶۹        | ۶۳۱۸۷۷       | ۲۲۷۵۲۵                  | ۳۹٪          |
| همدان                | ۱۰۸۶۵۹۲        | ۶۷۵۶۶۸       | ۳۶۰۳۶۰                  | ۵۳٪          |
| زنجان                | ۱۱۱۴۷۴۸        | ۶۹۳۱۷۶       | ۳۷۶۹۲۲                  | ۵۴٪          |
| لرستان               | ۹۲۴۸۴۸         | ۵۷۵۰۹۲       | ۲۵۲۳۳۹                  | ۴۴٪          |
| کردستان              | ۷۸۱۸۸۹         | ۴۸۶۱۹۷       | ۸۲۹۷۳                   | ۱۷٪          |
| سیستان و بلوچستان    | ۶۵۹۲۹۷         | ۴۰۹۹۶۶       | ۱۹۲۲۸۸                  | ۴۷٪          |
| سمنان                | ۲۸۳۳۴۶         | ۱۷۶۱۹۱       | ۱۰۸۶۲۸                  | ۶۲٪          |
| یزد                  | ۳۵۶۲۱۸         | ۲۲۱۵۰۵       | ۱۴۵۱۶۶                  | ۶۵٪          |
| هرمزگان              | ۶۴۳۱۴۹         | ۳۹۹۹۲۵       | ۱۱۱۳۷۱                  | ۲۸٪          |
| بوشهر                | ۳۴۵۴۲۷         | ۲۱۴۷۹۴       | ۹۵۴۵۱                   | ۴۴٪          |
| چهارمحال و بختیاری   | ۳۹۴۳۰۰         | ۲۴۵۱۸۵       | ۳۳۹۴۳                   | ۱۴٪          |
| ایلام                | ۲۴۴۲۲۲         | ۱۵۱۸۶۳       | ۵۱۸۵۶                   | ۳۴٪          |
| کیگیلویه و بویراحمد  | ۲۴۴۷۵۰         | ۱۵۲۱۹۱       | ۵۶۳۷۲                   | ۳۷٪          |
| اقلیت‌ها              | -              | -            | ۳۱۹۲۲                   | -            |
| مجموع                | ۳۳٬۷۷۱٬۶۵۵     | ۲۱٬۰۰۰٬۰۰۰   | ۱۲٬۰۲۱٬۹۹۵ (۱۰٬۷۸۴٬۹۳۲) | ۵۷٪ (۵۱٪)    |

## پی‌نوشت و منبع
1. ↑  «۱۲مرداد٬انتخابات مجلس خبرگان قانون اساسی برگزار شد». بایگانی‌شده از اصلی در ۳۰ آوریل ۲۰۱۸. دریافت‌شده در ۱۳ اکتبر ۲۰۱۹.
2. 1 2  Abbas Milani (۲۰۰۵). «In lieu of an abstract, here is a brief excerpt of the content». Journal of Democracy. دریافت‌شده در ۹ اوت ۲۰۱۵.
3. 1 2  Daniel Brumberg. «Dissonant Politics in Iran and Indonesia» (PDF). Stanford university. Georgetown University. صص. ۷-۸ (۸-۹).
4. ↑  «VELA YA T-E FAQIH IN THE CONSTITUTION OF IRAN: THE IMPLEMENTATION OF THEOCRACY» (PDF). بایگانی‌شده از اصلی (PDF) در ۴ مارس ۲۰۱۶. دریافت‌شده در ۱۵ ژانویه ۲۰۱۷.
5. ↑  «عبدالکریم لاهیجی: ۱۲ فروردین نه همه‌پرسی که بیعت با جمهوری اسلامی بود». دریافت‌شده در ۲۰۱۰-۰۴-۰۴.
6. 1 2  «لایحه قانون انتخابات مجلس بررسی نهایی قانون اساسی جمهوری اسلامی ایران». مرکز پژوهش‌های مجلس. دریافت‌شده در ۱۵ ژانویه ۲۰۱۷.[پیوند مرده]
7. 1 2  «12 مرداد». تاریخ ایرانی. بایگانی‌شده از اصلی در ۱۶ ژانویه ۲۰۱۷. دریافت‌شده در ۱۵ ژانویه ۲۰۱۷.
8. ↑  خمینی، روح‌الله. صحیفهٔ نور. ج. ۵. ص. ۴۶۷.
9. ↑  خمینی، سید روح‌الله. صحیفهٔ نور. ج. ۵. صص. صص٫ ۳۰۴، ۴۸۱ و ج٫ ۶ صص٫ ۴۵۳، ۴۷۱، ۴۷۹، ۴۸۱، ۴۸۸ و ج٫ ۷ ص٫ ۲۵۹.
10. ↑  صورت مذاکرات شورای انقلاب. صص. جلسهٔ ۱/۳/۱۳۸۵.
11. ↑  صورت مذاکرات شورای انقلاب. صص. جلسهٔ ۲۵/۲/۱۳۸۵.
12. ↑  جمهوری اسلامی: ۱ و ۸. ۹ مرداد ۱۳۵۸. پارامتر |عنوان= یا |title= ناموجود یا خالی (کمک)
13. ↑  کیهان: ۳. ۱۵ مهر ۱۳۵۸. پارامتر |عنوان= یا |title= ناموجود یا خالی (کمک)
14. ↑  خمینی، سید روح‌الله. صحیفهٔ نور. ج. ۵. صص. ۳۰۴.
15. ↑  خمینی، سید روح‌الله. صحیفهٔ نور. ج. ۷. صص. ۴۸۲.
16. ↑  خمینی، سید روح‌الله. صحیفهٔ نور. ج. ۸. ص. ۱۸۴.
17. ↑  جمهوری اسلامی: ۲. ۴ مرداد ۱۳۵۸. پارامتر |عنوان= یا |title= ناموجود یا خالی (کمک)
18. ↑  کیهان: ۲. ۱۸ خرداد ۱۳۵۸. پارامتر |عنوان= یا |title= ناموجود یا خالی (کمک)
19. ↑  همان، ۲/۴/۱۳۵۸
20. ↑  بازرگان، مهدی. انقلاب ایران در دو حرکت. ص. ۱۲۴.
21. ↑  جمهوری اسلامی: ۸. ۵ تیر ۱۳۵۸. پارامتر |عنوان= یا |title= ناموجود یا خالی (کمک)
22. ↑  مشروح مذاکرات مجلس بررسی نهایی قانون اساسی. ج. ۱. ص. ۳۷۷.
23. ↑  کیهان (۱۰۷۳۷). ۳۰ خرداد ۱۳۵۸صادق طباطبایی پارامتر |عنوان= یا |title= ناموجود یا خالی (کمک)
24. ↑  مفتی‌زاده، احمد. «سند۷». [احمد مفتی‌زاده قانون اساسی] مقدار |پیوند= را بررسی کنید (کمک). ص. ۳۹.
25. ↑  جمهوری اسلامی. ۲۹ خرداد ۱۳۵۸سند شمارهٔ ۸ پارامتر |عنوان= یا |title= ناموجود یا خالی (کمک)
26. ↑  صورت مذاکرات شورای انقلاب. ج. ۲. ص. ۷۵عزت‌الله سحابی
27. ↑  خمینی، سید روح‌الله. صحیفه نور. ج. ۹. صص. ۲۲۷ و ۲۴۵.
28. ↑  حسینی طهرانی، سید محمدحسین. وظیفهٔ فرد مسلمان در احیای حکومت اسلام. صص. ۱۴۵و۱۴۶. از پارامتر ناشناخته |به کوشش= صرف‌نظر شد (کمک)
29. ↑  سید محمد بهشتی (۱۰ مرداد ۵۸). روزنامه جمهوری اسلامی: ۲. تاریخ وارد شده در |تاریخ= را بررسی کنید (کمک); پارامتر |عنوان= یا |title= ناموجود یا خالی (کمک)
30. ↑  روزنامه جمهوری اسلامی: ۱و۲. ۴ مرداد ۵۸. تاریخ وارد شده در |تاریخ= را بررسی کنید (کمک); پارامتر |عنوان= یا |title= ناموجود یا خالی (کمک)
31. ↑  «آنان که با منافقین همراه بودند؟». روزنامه کیهان (۲۰۱۶۵). ۲۱ اسفند ۱۳۹۰.
32. ↑  روزنامه آیندگان (۳۴۱۴)اشرف دهقان پارامتر |عنوان= یا |title= ناموجود یا خالی (کمک)
33. ↑  روزنامه آیندگان (۳۴۱۰)اشرف دهقان پارامتر |عنوان= یا |title= ناموجود یا خالی (کمک)
34. ↑  «جزوهٔ «چرا در انتخابات مجلس خبرگان شرکت می‌کنیم؟»». روزنامه آیندگان. ۵ مرداد ۱۳۵۸.
35. ↑    - نخست‌وزیر و وزیران و معاونانشان، استانداران و فرمانداران، قاضیان و دادستانان، شهرداران، رئیسان سازمان‌های مستقل دولتی و شهرداری‌ها، افسران مشغول در ارتش و ژاندارمری و شهربانی حوزهٔ مأموریت* کارکنان و کارمندان دولت و شهرداری‌ها و سازمان‌ها و مؤسسه‌ها و شرکت‌های دولتی و شهرداری‌ها
36. ↑  «بیانیهٔ اعتراض‌آمیز جنبش مسلمانان مبارز». روزنامهٔ جمهوری اسلامی: سند شمارهٔ ۱۰. ۱۴ مرداد ۱۳۵۸.
37. ↑  «اعتراض پنج گروه جاما، جنبش مسلمانان مبارز، ساش، سازمان مجاهدین خلق، جنبش». روزنامهٔ جمهوری اسلامی. ۱۵ مرداد ۱۳۵۸.
38. ↑  «نامهٔ سرگشاده و اعتراض‌آمیز پنج گروه به امام خمینی». روزنامهٔ جمهوری اسلامی: سند شمارهٔ ۱۱. ۱۵ مرداد ۱۳۵۸.
39. ↑  «نامهٔ تند هواداران جنبش مسلمانان مبارز به رهبران حزب جمهوری اسلامی و شورای انقلاب و دفاع از رئیس این جنبش دکتر حبیب‌الله پیمان و پاسخ روابط عمومی حزب». روزنامهٔ جمهوری اسلامی. ۱۸ و ۲۰ مرداد ۱۳۵۸. تاریخ وارد شده در |تاریخ= را بررسی کنید (کمک)
40. ↑  کاتوزیان، ناصر. پیامی به مجلس خبرگان. ص. ۳. بیش از یک پارامتر |کتاب= و |عنوان= داده‌شده است (کمک)
41. ↑  «سرمقاله». نشریهٔ مجاهد (۴). از پارامتر ناشناخته |تاربخ= صرف‌نظر شد (کمک)
42. ↑  «اختلاف درونی زمینه‌ساز حذف از حکومت؛ جریانهای ملی در انتخابات مجلس خبرگان قانون اساسی؛ پروندهٔ ویژه: انقلاب، مجلس خبرگان و قانون اساسی-۲». بنیاد نشر آثار و اندیشه‌های شهید آیت‌الله دکتر سید محمد حسینی بهشتی. ۲۹ مرداد ۱۳۹۰.
43. ↑  «حیات سیاسی آیت‌الله میرزاعلی فلسفی (ره)». درگاه جامعه علوم انسانی. بایگانی‌شده از اصلی در ۳۱ ژوئیه ۲۰۱۳. دریافت‌شده در ۲ مرداد ۱۳۹۱.

- مشروح مذاکرات مجلس بررسی نهایی قانون اساسی جمهوری اسلامی ایران (PDF). ج. راهنمای استفاده. به کوشش ادارهٔ تبلیغات و انتشار. تهران: ادارهٔ کل امور فرهنگی و روابط عمومی مجلس شورای اسلامی. ۱۳۶۸. از پارامتر ناشناخته |ماه= صرف‌نظر شد (کمک); از پارامتر ناشناخته |جداکننده= صرف‌نظر شد (کمک)
- ورعی، سید جواد (۱۳۵۸). «پیش‌گفتار - مقدمه: بررسی تفصیلی روند تدوین و بازنگری قانون اساسی».  در پاکروان، غلامرضا. مبانی و مستندات قانون اساسی به روایت قانون‌گذار (PDF). قم: انتشارات دبیرخانهٔ مجلس خبرگان رهبری. صص. ۲۵–۱۰۰. شابک ۹۶۴-۸۰۷۱-۰۹-۸. از پارامتر ناشناخته |جداکننده= صرف‌نظر شد (کمک)
- «انتخابات خبرگان قانون اساسی تجدید میثاق با آرمان‌های انقلاب». خبرگزاری فارس. ۲۱ آذر ۱۳۸۵. دریافت‌شده در ۲ مرداد ۱۳۹۱.